# Camilo Castelo Branco
Pour les articles homonymes, voir Castelo Branco (homonymie).
Camilo Ferreira Botelho Castelo Branco, né le 16 mars 1825 à Lisbonne et mort le 1er juin 1890 à São Miguel de Seide, est un écrivain portugais, considéré comme l’un des fondateurs du roman moderne portugais. Écrivain majeur de la péninsule Ibérique, c’est l'un des plus prolifiques de la littérature portugaise, spécialement du XIXe siècle.

## Biographie
La vie de Castelo Branco a été aussi riche en événements et aussi tragique que celle de ses personnages : fils naturel d'un père noble et d'une mère paysanne, placé sans être reconnu sous la tutelle de son père comme étant de « mère inconnue », il perdit celle-ci à l'âge de deux ans et fut orphelin de père à dix ans. Balloté de proche en proche, il reçut une éducation irrégulière par deux prêtres, et découvrit les grands classiques portugais, latins et ecclésiastiques pendant son adolescence.
Formé au contact de la vie quotidienne des populations de Trás-os-Montes, dans le nord du Portugal, marié à seize ans avec Joaquina Pereira, ce mariage précoce, qui semble avoir résulté d'une simple passion juvénile, n’a pas duré longtemps, car, l'année suivante le voit se préparer à entrer à l’université. À Porto, il a tâté de la médecine, avant d’abandonner pour le droit. À partir de 1848, il mène une vie de bohème pleine de passions, partageant son temps entre cafés et salons bourgeois, tout en se consacrant au journalisme.
En 1846, il s'engagea dans la révolte de Maria da Fonte, auprès de la guérilla miguéliste. En 1850, il prend part à la polémique entre Alexandre Herculano et le clergé en publiant la brochure O Clero e o Sr. Alexandre Herculano, ce qui a déplu à Herculano. Tombé amoureux d’Ana Plácido (en), il a eu, lorsqu'elle s’est mariée, en 1850 une crise de mysticisme, qui l’a conduit au séminaire, abandonné deux ans plus tard.
Il a connu d'autres passions tumultueuses, dont l'une le mena en prison : celle pour Ana Plácido qui devait devenir sa compagne. Devenue l’épouse d’un homme d’affaires brésilien, Camilo l’a séduite et enlevée. Capturés , ils ont tous deux été envoyés à la Cadeia da Relação, à Porto, où Camilo a rencontré et s’est lié d’amitié avec le célèbre bandit de grand chemin Zé do Telhado (pt). Après avoir été acquitté du crime d’adultère, il à l’âge de 38 ans, il a commencé à vivre avec Ana Plácido, dont il a eu 2 autres enfants. Cette charge l’a obligé à écrire à un rythme effréné. En 1885, il obtient le titre de 1er vicomte de Correia Botelho..
Poète et surtout romancier de génie, admiré jusqu'en Espagne, c’est aussi un chroniqueur et un journaliste acerbe, en butte à de nombreuses inimitiés. Légitimé et fait vicomte de Correia-Botelho par le roi Louis Ier de Portugal en 1885, pensionné par le gouvernement, il a finalement épousé Ana Plácido, le 9 mars 1888. Il connut cependant une fin de vie des plus pénibles : ne trouvant pas la stabilité émotionnelle à laquelle il aspirait aux côtés de sa femme, ses enfants lui donnant d'énormes soucis, les difficultés financières, perclus de douleurs et devenu aveugle, en raison d'une syphilis, il finit par se suicider en 1890 avec un revolver, assis sur son rocking chair.
Les allégations selon lesquelles il aurait été initié à la franc-maçonnerie, en 1846, sont peu crédibles, au vu du fait qu’à peu près à la même époque, pendant la révolte de Maria da Fonte, il combattait dans les rangs de la guérilla miguéliste comme « assistant aux ordres du général écossais Reinaldo MacDonell », qui était actif dans l’Ordre de Saint Michel de l’Aile ressuscité précisément pour combattre la franc-maçonnerie. D’autre part, une grande partie de son œuvre défend des idéaux conservateurs et traditionalistes à contrepied de ceux de la franc-maçonnerie.
Sa tombe se trouve à Porto, au cimetière de Lapa.

## Œuvre
À travers son œuvre très féconde (262 volumes), Castelo Branco s'est intéressé à presque tous les genres : poésie, roman, nouvelle, roman historique, théâtre, histoire, biographie, critique littéraire, traduction. On y retrouve le tempérament et la vie de l'auteur : la passion fatale s'y lie au sarcasme, le lyrisme à l'ironie, la morale au fanatisme et au cynisme, la tendresse au blasphème.
Cet écrivain à l'imagination vive, au style communicatif, naturel et coloré, au vocabulaire riche et nuancé, est un maître de la langue portugaise. Amour de perdition, publié en 1862, est, d'après Miguel de Unamuno le plus grand roman d'amour de la Péninsule Ibérique. Écrit en 1840, lorsque Camilo était en prison pour ses amours avec une femme mariée, il relate la passion clandestine de deux jeunes gens, Simão et Teresa, passion à laquelle s'ajoute l'amour de Mariana, une fille du peuple qui s'éprend de Simão, tout en continuant à lui servir de messagère auprès de Teresa.

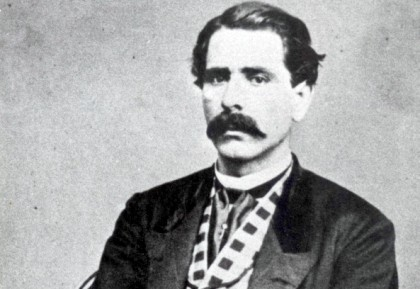
Castelo Branco en 1850.

Cherchant les sources nationales, Castelo Branco, expliquera qu'il a « déserté les drapeaux des maîtres français » pour retourner à la description des usages et coutumes portugais. Il manifeste tôt son souci de se placer au-dessus des écoles littéraires, et il emprunte au classicisme, au romantisme, au naturalisme et même au réalisme dans ses dernières années. Son écriture se caractérise par une solide maîtrise des ressorts dramatiques, par une fidélité au langage et aux coutumes populaires (que le critique Prado Coelho appelle « l'odeur du terroir »), et par ses analyses psychologiques et sentimentales élaborées. Au fil de ses romans, il donne l'équivalent portugais de La Comédie humaine, avec une œuvre romanesque monumentale cohérente qui explore de façon systématique les groupes sociaux et les rouages de la société portugaise, et il brosse une vaste fresque de son époque susceptible de servir de référence aux générations futures.
Il a été le premier écrivain lusophone à vivre de sa plume. Bien que ceci l’ait soumis aux diktats de la mode en cours parmi le public, il est parvenu à conserver une écriture très originale. Outre son immense œuvre, il a également collaboré à de nombreux périodiques tels que O Panorama, Revista Universal Lisbonense, A illustração luso-brasileira (1856-1859), Revista Contemporânea de Portugal et Brasil (1859-1865), Archivo pictoresco (1857-1868), A Esperança (1865-1866), Gazeta Literária do Porto (1868) (aussi appelée Gazeta de Camilo Castelo Branco en raison de sa longue collaboration en tant qu’écrivain), la revue littéraire República das Letras (1875), Ribaltas e Gambiarras (1881), A illustação portugueza (1884-1890), ÉLisboa creche : jornal miniatura (1884) et, à titre posthume, dans les périodiques A Semana de Lisboa (1893-1895), Serões (1901-1911), Azulejos (1907-1909) et Feira da Ladra (1929-1943).
Il a également traduit Chateaubriand.

## Œuvres
- Anátema (1851)
- Os Mistérios de Lisboa (1854) Mystères de Lisbonne, traduit par Carlos Saboga et Eva Bacelar, M. Lafon, 2011 ; rééd., M. Lafon, coll. « poche », 2018
- A Filha do Arcediago (1854)
- Livro Negro de Padre Dinis (1855) Le Cahier noir, traduit par René Biberfeld, M. Lafon, coll. « poche », 2019
- A Neta do Arcediago (1856)
- Onde Está a Felicidade? (1856)
- Um Homem de Brios (1856)
- Lágrimas Abençoadas (1857)
- Cenas da Foz (1857)
- Carlota Ângela (1858)
- Vingança (1858)
- O Que Fazem Mulheres (1858)
- Doze Casamentos Felizes (1861)
- O Romance de um Homem Rico (1861)
- As Três Irmãs
- Amor de Perdição (1862)  (ISBN 0-85051-509-2) Amour de perdition, traduit par Jacques Parsi, Actes Sud, 1984 ; rééd., Actes Sud, coll. « Babel » no 418, 2000
- Coisas Espantosas (1862)
- O Irónico (1862)
- Coração, Cabeça e Estômago (1862)
- Estrelas Funestas (1862)
- Anos de Prosa (1858)
- Aventuras de Basílio Fernandes Enxertado (1863)
- O Bem e o Mal (1863)
- Estrelas Propícias (1863)
- Memórias de Guilherme do Amaral (1863)
- Agulha em Palheiro (1863)
- Amor de Salvação (1864)
- A Filha do Doutor Negro (1864)
- Vinte Horas de Liteira (1864)
- O Esqueleto (1865)
- A Sereia (1865)
- A Enjeitada (1866)
- O Judeu (1866) Le Juif, traduit par Bernard Tissier, Chandeigne, 2022
- O Olho de Vidro (1866)
- A Queda dum Anjo (1866)
- O Santo da Montanha (1866)
- A Bruxa do Monte Córdova (1867)
- Os Mistérios de Fafe (1868)
- A Caveira da Mártir (1876)
- Novelas do Minho (1875–1877)
- Eusébio Macário (1879)
- A Corja (1880)
- Luiz de Camões: Notas Biographicas (1880)
- A Brasileira de Prazins (1882) (English title: The Brazilian Girl from Prazens)
- D. Luiz de Portugal: Neto do Prior do Crato 1601–1660 (1883)
- O Vinho do Porto (1884)
- Esboço de Crítica – Otelo, o Mouro de Veneza (1886)

## Hommages
En 1965, il fut représenté sur les billets de banque portugais de 100 escudos (environ 50 cts d'euros).
En 1978, il fut à nouveau représenté sur les billets de banque portugais de 100 escudos.
L'importance de son œuvre et l'affection que les Portugais lui portent sont tels qu'il est appelé couramment par son seul prénom « Camilo » au Portugal.

## Filmographie
- 1921 : Amour de perdition (Amor de Perdição) de George Pallu. Adaptation du roman.
- 1943 : Amour de perdition (Amor de Perdição)  d'António Lopes Ribeiro. Adaptation du roman.
- 1965 : Amour de perdition (Amor de Perdição) série TV. Adaptation du roman.
- 1979 : Amour de perdition (Amor de Perdição) de Manoel de Oliveira. Adaptation du roman.
- 1981 : Francisca de Manoel de Oliveira. Porto, au XIXe siècle autour de Camilo Castelo-Branco, d'après Agustina Bessa-Luís.
- 1989 : Ricardina e Marta  série TV. Adaptation du roman.
- 1992 : Le Jour du désespoir (O Dia do Desespero) de Manoel de Oliveira. Les derniers jours de Camilo Castelo-Branco d'après sa correspondance.
- 2010 : Mystères de Lisbonne, de Raoul Ruiz, adaptation du roman Les Mystères de Lisbonne.
- 2018 : Le Cahier noir, de Valeria Sarmiento, adaptation du roman Livro Negro do Padre Dinis (par ailleurs préquelle aux Mystères de Lisbonne, dont l'adaptation a vu Valeria Sarmiento travailler au montage aux côtés de son mari Raoul Ruiz).